# Desembussador actiu
Un desembussador actiu, pot ser, o bé un dispositiu mecànic o una matèria (química o biològica) concebuts per a desembussar els lavabos, aigüeres i canalitzacions. La matèria pot ser química (àcida, bàsica (« càustica », « alcalina »)) o biològica, i pot ser utilitzada sota forma de líquid o de sòlid.

## Desembussadors mecànics

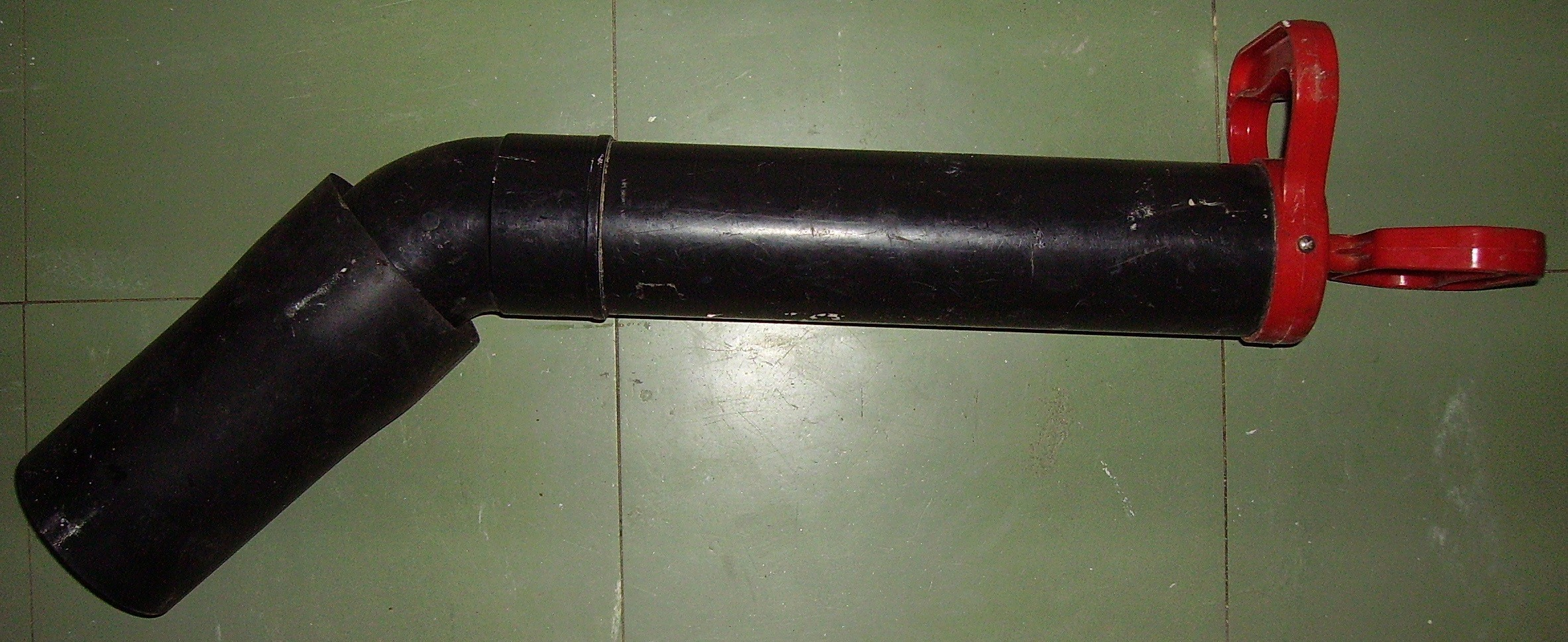
Desembussador amb bomba d'alta pressió professional.

Existeixen procediment mecànics, respectuosos amb el mediambient que poden resumir-se en:
- desmuntar/netejar/remuntar el sifó ;
- utilitzar una ventosa ;
- utilitzar una rata de lampista (eina proveïda d'un cable rotatiu),
- utilitzar un dispositiu amb aire o aigua a elevada pressió.

## Desembussadors químics
Els productes químics desembussadors són perillosos, poden provocar de greus cremades si no es va amb cura, i són tòxics per als organismes aquàtics. La majoria estan destinats a ser utilitzats per lampistes amb llicència.

### Desembussadors bàsics
Els desembussadors bàsics contenen principalment hidròxid de sodi (sosa càustica), alguns contenen hidròxid de potassi. Són disponibles sota forma líquida o sòlida.
Els desembussadors líquids poden contenir hipoclorit sòdic (component del lleixiu) i sosa càustica (hidròxid de sodi o potassi) en concentracions de fins a un 50%. Alguns productes corrosius són bi-components, les dues parts es barregen en el moment de vessar-los a l'obertura de la canonada. La barreja reacciona, formant un gas capturat per tensioactius, formant una espuma densa. El propòsit d'aquesta escuma és adherir-se a la paret interna de la canonada, per desallotjar una major part de les substàncies que provoquen la seva obstrucció.
Els desembussadors sòlids es presenten en forma de grànuls d'hidròxid de sodi o de potassi, que permeten una major concentració efectiva. Algunes fórmules sòlides patentades contenen, a més a més, partícules d'alumini que reaccionen amb l'hidròxid sòlid dins l'aigua, escalfant la solució càustica fins l'ebullició.
Els grànuls d'alumini que s'inclouen al netejadors de drenatge càustics sòlids són un òxid d'alumini que es descompon i es reoxida per alliberar gas d'hidrogen. Els components d'aquesta reacció es mostren a continuació. Atès que l'alliberament del gas d'hidrogen és, en general, una reacció exotèrmica, la calor extra afluixa les escletxes, olis, etc.
1. Desglossament d'òxid d'alumini: Al₂O₃ + 2NaOH + 3H2O → 2Na [Al(OH)4]
2. Oxidació del metall d'alumini: 2Al + 2NaOH + 6H2O → 2Na[Al(OH)₄] + 3H₂
Els desembussadors càustics poden dissoldre els cabells (que contenen proteïnes) i les matèries grasses als tubs, via una hidròlisi alcalina d'amides i esters, respectivament:
RCONH₂ (amides o proteïnes) + OH− → NH3 + RCOO−
RCO2R’ (ésters o cossos grassos) + OH− → R'OH + RCOO−.

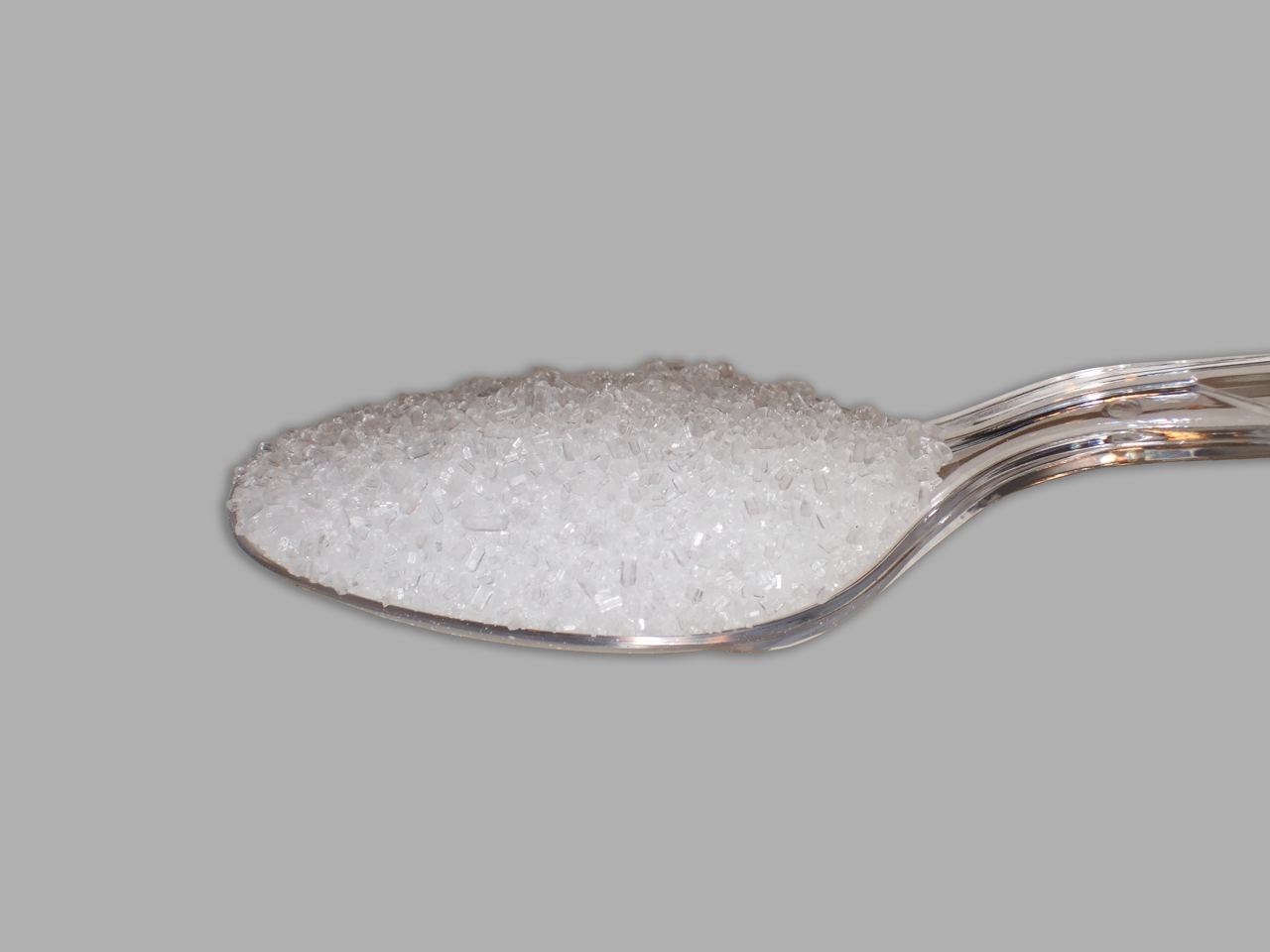
Desembussador en forma de grànuls.
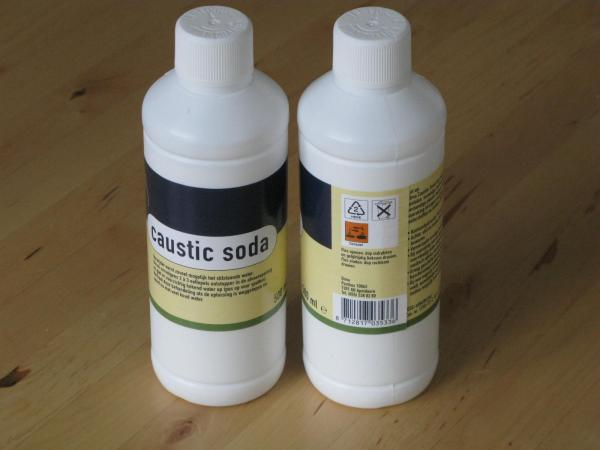
Sosa càustica utilitzada com desembussador.

### Desembussadors àcids
Els desembussadors àcids contenen el més sovint de l'àcid sulfúric. Aquest pot dissoldre les proteïnes i els cossos grassos per hidròlisi, i el paper higiènic per reacció de deshidratació.

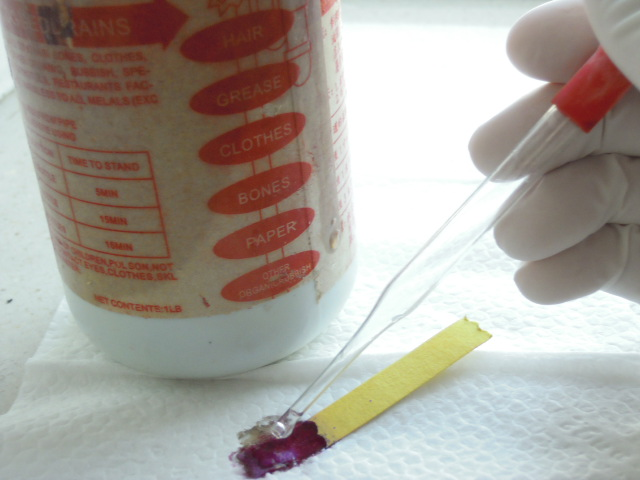
Desembussador que conté H2 SO4 concentrat.

## Desembussadors biològics
Es tracta dels desembussadors a base de enzims, que no són corrosius i es poden utilitzar en tot tipus de canonades. En general, són efectius només si el taponament permet que l'aigua flueixi. El seu temps d'acció és més llarg (almenys 8 hores tant per a un tractament curatiu com per a un manteniment preventiu), comparat amb la majoria dels altres desembussadors.

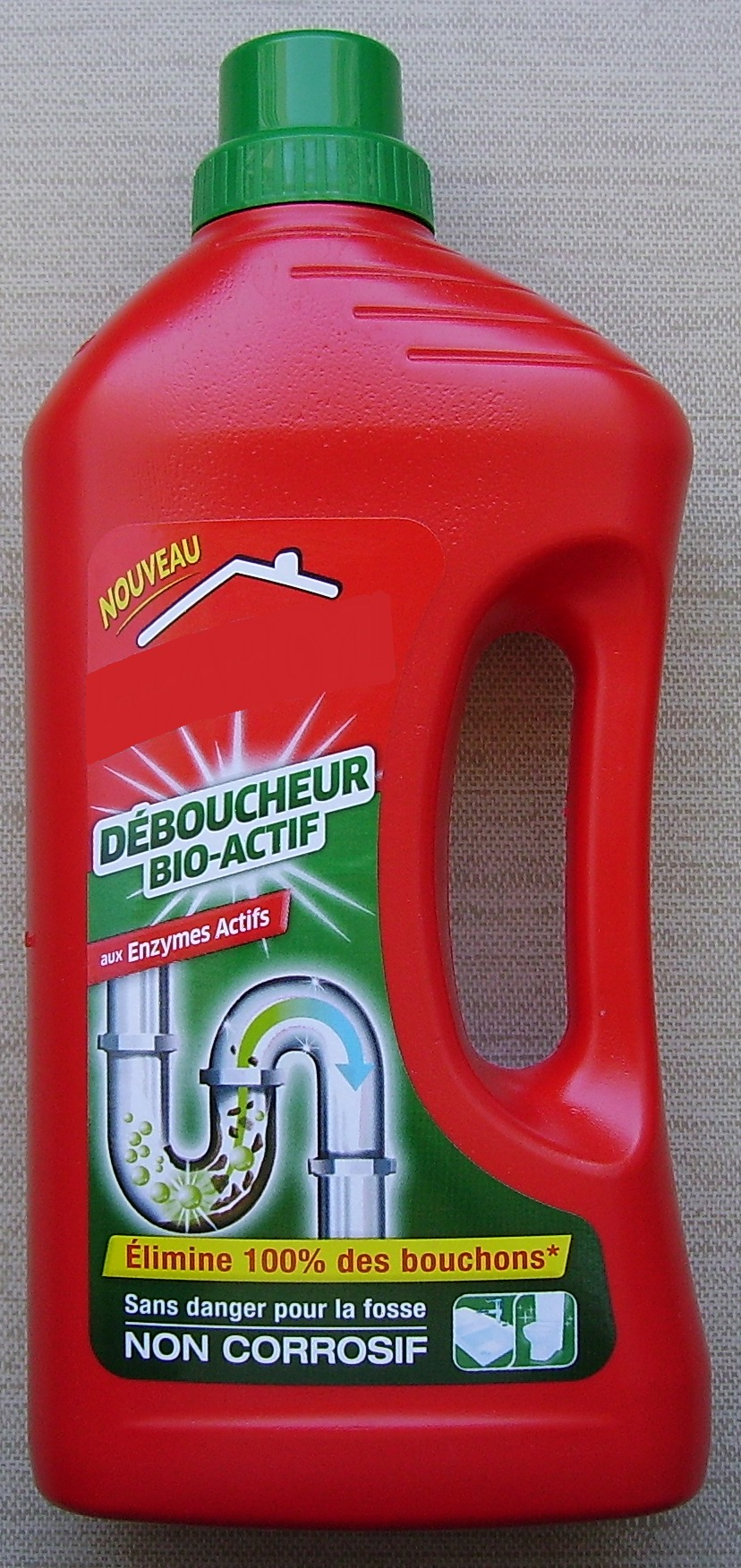
Desembussador enzimàtic.

## Altres
- Abocar: aigua bullent o vinagre sobre una barreja de sal de cuina i de bicarbonat de sodi.[6]